# 阿伦 (北莱茵-威斯特法伦州)
阿伦（德語：Ahlen，發音：[ˈaːlən] ⓘ）是德国北莱茵-威斯特法伦州明斯特行政区瓦伦多夫县的城市，面积123.13平方千米，2023年12月31日人口为53,278人。阿伦在西南方与哈姆接壤，主要产业为煤炭产业。

## 友好城市
阿伦共与四座城市结为友好城市关系：
- 盧森堡 迪弗当日
- 德国 彭茨贝格
- 德国 柏林 滕珀尔霍夫-舍讷贝格（1964年）
- 德国 泰尔托（1991年）

## 图集
- 臬玻穆的若望